# Pedro Bay (Alaska)
Pedro Bay es un lugar designado por el censo ubicado en el borough de Lake and Peninsula en el estado estadounidense de Alaska. En el Censo de 2010 tenía una población de 42 habitantes y una densidad poblacional de 0,84 personas por km².

## Geografía
Pedro Bay se encuentra en las coordenadas 59°46′56″N 154°6′29″O / 59.78222, -154.10806. Según la Oficina del Censo de los Estados Unidos, Pedro Bay tiene una superficie total de 50.01 km², de la cual 44.17 km² corresponden a tierra firme y (11.67%) 5.84 km² es agua.

## Demografía
Según el censo de 2010, había 42 personas residiendo en Pedro Bay. La densidad de población era de 0,84 hab./km². De los 42 habitantes, Pedro Bay estaba compuesto por el 28.57% blancos, el 0% eran afroamericanos, el 66.67% eran amerindios, el 0% eran asiáticos, el 0% eran isleños del Pacífico, el 0% eran de otras razas y el 4.76% pertenecían a dos o más razas. Del total de la población el 0% eran hispanos o latinos de cualquier raza.